# Hozumi Hasegawa
Hozumi Hasegawa (jap. 長谷川穂積 Hasegawa Hozumi; ur. 16 grudnia 1980 w Nishiwaki, Prefektura Hyōgo) – japoński bokser, były zawodowy mistrz świata organizacji WBC w kategorii koguciej (do 118 funtów) oraz piórkowej (do 126 funtów).
Zawodową karierę rozpoczął w 1999. Już na jej początku, w swojej trzeciej i piątej walce, doznał dwóch porażek z mało znanymi japońskimi bokserami.
16 kwietnia 2005 zdobył mistrzostwo świata organizacji WBC, pokonując na punkty wieloletniego posiadacza tego tytułu, Veeraphola Sahaproma. Hasegawa zakończył serię piętnastu udanych obron mistrzowskiego pasa przez Sahaproma. Była to też pierwsza porażka pięściarza z Tajlandii od 1996.
Pięć miesięcy później pierwszy raz obronił swój tytuł, pokonując przez techniczny nokaut w siódmej rundzie Gerardo Martineza (Martinez leżał na deskach jeden raz w trzeciej i trzy razy w siódmej rundzie). Pierwotnie Hasegawa miał walczyć z Diego Moralesem, byłym mistrzem świata WBO w kategorii junior koguciej, jednak Meksykanin musiał się wycofać z powodu kontuzji.
25 marca 2006 doszło do pojedynku rewanżowego Hasegawy z Sahapromem. Japoński bokser wygrał po raz drugi, nokautując rywala w dziewiątej rundzie. W listopadzie tego samego roku pokonał na punkty Genaro Garcię (Meksykanin był dwa razy liczony – w czwartej i ósmej rundzie).
W 2007 walczył tylko raz – 3 maja pokonał na punkty niepokonanego wcześniej, lecz nieznanego szerzej Simpiwe Vetyekę z RPA. Rok 2008 rozpoczął w styczniu od zwycięstwa na punkty nad Włochem Simone Maludrottu. Pięć miesięcy później pokonał przez techniczny nokaut w drugiej rundzie Urugwajczyka Cristiana Faccio. Takim samym rezultatem zakończyła się jego ostatnia walka w 2008 roku, z Meksykaninem Alejandro Valdezem.
12 marca 2009 już w pierwszej rundzie znokautował Vusi Malingę. Wcześniej bokser z Afryki dwukrotnie był liczony. Cztery miesiące później zmierzył się z Nestorem Rocha i ponownie zakończył pojedynek przez techniczny nokaut już w pierwszej rundzie. 18 grudnia 2009 pokonał przez techniczny nokaut w czwartej rundzie Alvaro Pereza.
Tytuł mistrza świata stracił 30 kwietnia 2010, przegrywając niespodziewanie przez techniczny nokaut w czwartej rundzie z Fernando Montielem (Do momentu TKO Hasegawa prowadził na kartach punktowych: Duane Ford 30-27,Daniel Van de Wiele 29-28,Steve Morrow 29-28). Po walce okazało się, że Hasegawa już w pierwszej rundzie doznał złamania szczęki. W dniu 26 listopada 2010 roku zmierzył się z Juanem Carlosem Burgosem o wakujący tytuł WBC wagi piórkowej pokonując oponenta po dwunastu rundach stosunkiem głosów: Hubert Minn 116-111; Duane Ford 117-110; Joel Scobie 117-110 
Dnia 8 kwietnia 2011 roku stanął do pojedynku z obowiązkowym pretendentem do pasa WBC wagi piórkowej Jhonny Gonzálezem, przegrywając ten pojedynek przez TKO w czwartej rundzie. Do momentu porażki przez TKO Hasegawa prowadził na kartach punktowych: Steve Morrow 29-28; Max DeLuca 29-28; Dong-Ahn Park 30-27.
Po utracie pasa IBF niższej kategorii Hasegawa przeniósł się do piórkowej 9 maja 2015 w japońskim Kobe wygrał  jednogłośnie na punkty 97:93, 98:93 i 100:91 z Meksykaninem Horacio Garcią (29-1, 21 KO).